# Afonsinho
Affonso Guimarães da Silva oder kurz Afonsinho (* 8. März 1914 in Rio de Janeiro; † 20. Februar 1997 ebenda) war ein brasilianischer Fußballspieler.

## Laufbahn
Während seiner Vereinskarriere spielte der in Rio geborene Afonsinho ausschließlich für Vereine aus seiner Heimatstadt. Mit Fluminense gewann er dreimal und mit dem América FC einmal die Staatsmeisterschaft.
Zudem trat der Mittelfeldspieler in der brasilianischen Nationalmannschaft an, mit der er zweimal an der Copa América und 1938 an der Weltmeisterschaft in Frankreich teilnahm.

## Erfolge
- Staatsmeisterschaft von Rio de Janeiro (4×): 1931, 1940, 1941, 1946